# Sarcophaga marcelleclercqi
Sarcophaga marcelleclercqi är en tvåvingeart som beskrevs av Andy Z. Lehrer 1975. Sarcophaga marcelleclercqi ingår i släktet Sarcophaga och familjen köttflugor.
Artens utbredningsområde är Marocko. Inga underarter finns listade i Catalogue of Life.